# William Bowman
Sir William Bowman,1:e baronet, född 20 juli 1816 i Nantwich, Cheshire, död 29 mars 1892 i London, var en brittisk läkare.
Bowman anställdes 1838 såsom prosektor under Robert Bentley Todd vid Kings College Hospital i London och 1846 vid oftalmologiska kliniken i Moorfields i London. Åren 1848–56 utvecklade han dessutom en betydande verksamhet såsom lärare i fysiologi och patologisk anatomi samt deltog ivrigt i åtskilliga välgörenhetsinrättningars verksamhet. Han utgav viktiga skrifter inom såväl oftalmologi som anatomi och fysiologi. Efter hans död utgavs hans samlade skrifter. Han invaldes 1841 som fellow av Royal Society och 1878 som utländsk ledamot av svenska Vetenskapsakademien. Han tilldelades Royal Medal 1842 och upphöjdes till baronet 1884.